# みみずの学校
みみずの学校（みみずのがっこう）は、1980年代、京都市伏見区深草の団地で、高橋幸子（たかはしさちこ）が「校腸」（こうちょう）となって開設、運営していた成績に無関係な一種の塾。小中学生が中心だったが、高校生も参加していた。生徒数は20人前後。団地内の主婦たちの井戸端会議での話題であった最近の学校への不満、失望から誕生したもの。1980年代の7年間存続した。
高橋幸子は、元教員で、夫も当時、現役の中学校の教員だった。当初、普通の学習塾のような活動をしていたが、のちにオルタナティブな学びへと路線変更し、反原発の運動家を招いたり、近所のおじちゃん、おばちゃんに自分たちの子供時代の話やうどんの打ち方を学んだりといった路地裏の学び体験の実践を重ねた。月謝は「校費」、教室は「興室」、講師は「興師」と称した。雑誌「思想の科学」でその活動の報告が掲載されてから、全国的に学びのあり方の考え直しの範として知られるようになる。誰でも気楽に自宅を開放して、そのまま学びの場が創れるということを実証して見せたという功績は大きい。
みみずの学校を辞めた後、高橋校腸は、京都市民オンブズパーソン代表、「子供の未来を考える会」のメンバー 、特定非営利活動法人「市民環境研究所」理事としてもさらに活動を続けている。

## 出版物
- 高橋幸子『みみずの学校』思想の科学社　1980年
- 高橋幸子『みみずの井戸端会議』思想の科学社　1984年
- 鶴見俊輔・高橋幸子『教育で想像力を殺すな シリーズ・教育をひらく3』 明治図書　1991年
- 高橋幸子「みみずの学校遊学記」岡本夏木監修/村井潤一監修季刊「発達　オンデマンド」12号 2004年
- 高橋幸子『みみずのこども』思想の科学社　1988年